# مونیکا میچکووا
مونیکا میچکووا (به انگلیسی: Monika Míčková) ژیمناست زادهٔ ۲۹ ژوئیهٔ ۱۹۹۱ میلادی اهل کشور جمهوری چک است.